# Gussage St. Michael
Gussage St. Michael è un villaggio e parrocchia civile dell'Inghilterra, appartenente alla contea del Dorset.